# Peter Robinson (Schriftsteller)

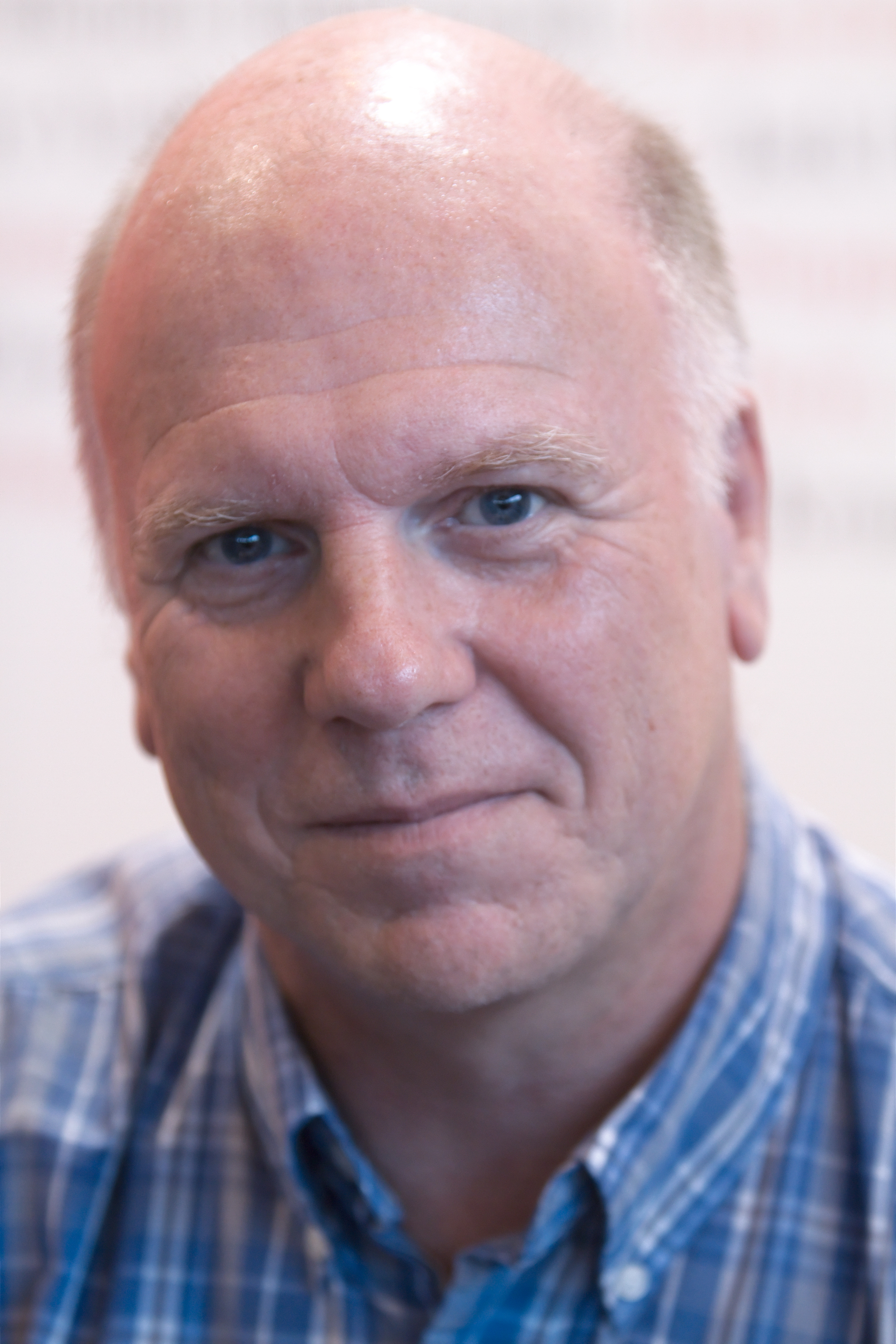
Peter Robinson (2010)

Peter Robinson (* 17. März 1950 in Castleford, Yorkshire; † 4. Oktober 2022 in Richmond, North Yorkshire) war ein britischer Schriftsteller. Er wurde bekannt durch seine Serie um Inspector Alan Banks, der im fiktiven Eastvale (Yorkshire) seine Fälle löst.
Nach seinem Literatur-Studium an der Universität von Leeds erwarb er den MA der University of Windsor und den PhD an der York University im kanadischen Toronto.
Seit seinem Studienabschluss 1974 lebte Robinson in Toronto mit seiner Frau Sheila Halladay. Von hier aus bediente er mit großem Erfolg den amerikanischen und den europäischen Buchmarkt mit seinen Kriminalromanen, die teils verfilmt wurden.

## Werke

### Inspector-Banks-Romane
1. Gallows View, 1987 (deutsch: Falle für Peeping Tom, Titel der Neuauflage von 2007: Augen im Dunkeln)
2. A Dedicated Man, 1988 (deutsch: Eine respektable Leiche)
3. A Necessary End, 1989 (deutsch: Ein unvermeidlicher Mord)
4. The Hanging Valley, 1989 (deutsch: Verhängnisvolles Schweigen)
5. Past Reason Hated, 1991 (deutsch: In blindem Zorn)
6. Wednesday’s Child, 1992 (deutsch: Das verschwundene Lächeln)
7. Dry Bones that Dream, 1994 (deutsch: Die letzte Rechnung, US: Final Account)
8. Innocent Graves, 1996 (deutsch: Der unschuldige Engel)
9. Dead Right, 1997 (deutsch: Das blutige Erbe, US: Blood at the Root)
10. In a dry Season, 1999 (deutsch: In einem heißen Sommer)
11. Cold is the Grave, 2000 (deutsch: Kalt wie das Grab)
12. Aftermath, 2001 (deutsch: Wenn die Dunkelheit fällt)
13. The Summer that Never Was, 2003 (deutsch: Ein seltener Fall, US: Close to Home)
14. Playing with fire, 2004 (deutsch: Kein Rauch ohne Feuer)
15. Strange Affair, 2005 (deutsch: Eine seltsame Affäre)
16. Piece of my Heart, 2006 (deutsch: Im Sommer des Todes)
17. Friend of the Devil, 2007 (deutsch: Wenn die Dämmerung naht)
18. All the Colours of Darkness, 2008
19. Bad Boy, 2010
20. Watching the Dark, 2012
21. Children of the Revolution, 2013
22. Abattoir Blues, 2014 (US-Titel: In the Dark Places)
23. When the Music's Over, 2016
24. Sleeping in the Ground, 2017
25. Careless Love, 2018
26. Many Rivers to Cross, 2019
27. Not Dark Yet, 2021
28. Standing in the Shadows (2023)

### Inspector-Banks-Kurzgeschichten
1. Anna Said – An Inspector-Banks-Story in Cold Blood IV, 1992 (deutsch: Anna in Inspector Banks kehrt heim – und andere Krimigeschichten)
2. The Good Partner – An Inspector-Banks-Story in Ellery Queen’s Mystery Magazine, März 1994 (deutsch: Die gute Gattin in Inspector Banks kehrt heim – und andere Krimigeschichten)
3. Summer Rain – An Inspector-Banks-Story in Ellery Queen’s Mystery Magazine, Dezember 1994 (deutsch: Sommerregen in Inspector Banks kehrt heim – und andere Krimigeschichten)
4. Going Back – An Inspector-Banks-Story in Not Safe After Dark, 2004 (deutsch Inspector Banks kehrt heim in Inspector Banks kehrt heim – und andere Krimigeschichten)
5. Blue Christmas – An Inspector-Banks-Story in The Best British Mysteries IV, 2005
6. The Eastvale Ladies’ Poker Circle – An Inspector-Banks-Story in Dead Man’s Hand: Crime Fiction at the Poker Table, 2007
7. Like a Virgin – An Inspector-Banks-Story in The Price Of Love, 2009

### Inspector Banks-Verfilmungen
Unter dem gleichnamigen Titel: Inspector Banks wurden Motive einiger Banks-Romane von Robinson aufgegriffen und verfilmt. Diese wurden als Fernsehserie in den Jahren 2010 – 2016 mit insgesamt 32 Folgen in fünf Staffeln ausgestrahlt.

### Andere Romane
- Caedmon’s Song, 1987 (deutsch: „Eine Frau sieht rot“, Titel der Neuauflage von 2006: Das stumme Lied, US: The first cut)
- No Cure For Love, 1995
- Before the poison, 2011

### Andere Kurzgeschichten
- Fan Mail in Cold Blood II, 1989 (deutsch: Fanpost in Inspector Banks kehrt heim – und andere Krimigeschichten)
- Innocence in Cold Blood III, 1990 (deutsch: Unschuldig in Inspector Banks kehrt heim – und andere Krimigeschichten)
- Not Safe After Dark in Criminal Shorts, 1992
- Just My Luck in Bouchercon XXII Souvenir Programme Book, 1992
- Lawn Sale in Cold Blood V, 1994
- Carrion in No Alibi, 1995
- Some Land in Florida in Ellery Queen’s Mystery Magazine, Christmas 1996 (deutsch: Land in Florida in Inspector Banks kehrt heim – und andere Krimigeschichten)
- The Wrong Hands in Ellery Queen’s Mystery Magazine, April 1998
- The Two Ladies of Rose Cottage in Malice Domestic, Juni 1997 (deutsch: Die alten Damen vom Rose Cottage in Inspector Banks kehrt heim – und andere Krimigeschichten)
- Memory Lane in Blue Lightning, 1998
- In Flanders Fields in Not Safe After Dark, 1998
- Murder in Utopia in Crime Through Time III, 2000 (deutsch: Mord in Utopia in Inspector Banks kehrt heim – und andere Krimigeschichten)
- Missing in Action in Ellery Queen’s Mystery Magazine, November 2000 (deutsch: Vermisst in Inspector Banks kehrt heim – und andere Krimigeschichten)
- April in Paris in Love and Death, 2001
- Shadows on the Water in Men from Boys, 2003
- The Cherub Affair in Ellery Queen's Mystery Magazine, September/Oktober 2003
- Birthday Dance in Thou Shalt Not Kill, 2005
- Walking the Dog in Toronto Noir, 2008
- The Price of Love in The Blue Religion, 2008
- Cornelius Jubb in The Price Of Love, 2009
- The Magic of Your Touch in The Price Of Love, 2009
- The Ferryman’s Beautiful Daughter in The Price Of Love, 2009

### Sammelbände
- Not safe after Dark – Short Stories, 1998 (enthält 13 Kurzgeschichten, darunter die Inspector-Banks-Geschichten Summer Rain, Anna Said, The Good Partner)
- Meet Inspector Banks, 2001 (enthält die drei Inspector-Banks-Romane Gallows View, A Dedicated Man, A Necessary End)
- Not safe after Dark – Short Stories, Neuauflage 2004 (ergänzt um weitere Kurzgeschichten, darunter die Inspector-Banks-Geschichte Going Back)
- Inspector Banks kehrt heim – und andere Krimigeschichten, 2007 (enthält 10 Kurzgeschichten, darunter die Inspector-Banks-Geschichten Sommerregen, Anna, Die gute Gattin, Inspector Banks kehrt heim)
- The Price of Love – Short Stories, 2009 (enthält 11 Kurzgeschichten, darunter die Inspector-Banks-Geschichte Like a Virgin, The Eastvale Ladies’ Poker Circle, Blue Christmas)

### Gedichte
- With Equal Eye. Poems 1976–79, 1979
- Nosferatu, 1982

### Artikel
- Making the Most of Minor Characters in The Writer, November 1993
- Creating Memorable Endings in The Writer, Juni 1996

## Auszeichnungen
- 1992 Arthur Ellis Award (Kategorie Best Novel) für Past Reason Hated (dt. In blindem Zorn)
- 1997 Arthur Ellis Award (Kategorie Best Novel) für Innocent Graves (dt. Der unschuldige Engel)
- 1998 Macavity Award (Kategorie Best Mystery Short Story) für die Kurzgeschichte Two Ladies of Rose Cottage (dt. Die alten Damen von Rose Cottage)
- 2000 Anthony Award (Kategorie Best Mystery Novel) und Barry Award (Kategorie Best Novel) für In a Dry Season (dt. In einem heißen Sommer)
- 2001 Edgar Allan Poe Award – Kategorie Beste Kurzgeschichte für Missing in Action (dt. Vermisst)
- 2001 The Martin Beck Award (Schwedischer Krimipreis – Kategorie International) der Svenska Deckarakademin für En ovanligt torr sommar (dt. In einem heißen Sommer. Original: In a Dry Season)
- 2001 Grand prix de littérature policière (Kategorie International) für Saison sèche (dt. In einem heißen Sommer. Original: In a Dry Season)
- 2001 Arthur Ellis Award (Kategorie Best Novel) für Cold is the Grave (dt. Kalt wie das Grab)
- 2006 Palle-Rosenkrantz-Preis für Kold er graven (dt.: Kalt wie das Grab. Original: Cold is the Grave)
- 2010 Derrick Murdoch Award der Crime Writers of Canada (CWC) für besondere kriminalliterarische Verdienste
- 2012 Arthur Ellis Award (Kategorie Best Novel) für Before the Poison
- 2012 Schwedischer Krimipreis – Kategorie Den Gyllene Kofoten für En förgiftad man (Original: Before the Poison)
- 2018 Arthur Ellis Award (Kategorie Best Novel) für Sleeping in the Ground